# David Livermore
David Livermore, né le 20 mai 1980 à Edmonton, un quartier de Londres en Angleterre, est un footballeur anglais.

## Carrière
David Livermore commence sa carrière à Arsenal, mais ne joue aucun match. Il part alors pour Millwall, club avec lequel il gagne la troisième division anglaise en 2001, puis atteint en 2004 la finale de la FA Cup, que son équipe perdra face à Manchester United.
Après ses sept ans passés du côté des Lions, Livermore part à Hull City. Après de brefs passages à Oldham Athletic, Brighton & Hove, Luton Town et Barnet, il finit sa carrière à Histon en tant qu'entraîneur-joueur.
En 2012, il retourne à Millwall pour entraîner les jeunes. 
Au cours de sa carrière, il joue près de 250 matchs en deuxième division anglaise avec les clubs de Millwall et Hull City. Il joue également deux matchs en Coupe de l'UEFA lors de la saison 2004-2005 avec Milwall.